# Het Kruis van Petrus
Het kruis van Petrus is het derde deel in de stripreeks De Schorpioen, welke is gecreëerd door Stephen Desberg (tekst) en Enrico Marini (tekeningen). De eerste druk verscheen in 2002 bij uitgeverij Dargaud. Herdrukken volgden in 2003, 2005 en 2009.

## Synopsis
Het kruis van Petrus begint met de executie van Petrus, in het bijzijn van een officier in het Romeinse leger, die luistert naar de naam Trebaldus. Het verhaal vervolgt met een droom, waaruit blijkt dat Armando denkt dat de vermoorde paus zijn vader is.
De volgende gebeurtenissen worden beschreven: Armando zoekt inlichtingen over Cosimo Trebaldi, Trebaldi ruimt tegenstanders (hem niet gunstig gezinde kardinalen) uit de weg, Mejaï zoekt de Schorpioen, en de krijgsmonniken zoeken Mejaï.
Kapitein Rochnan (het hoofd van de krijgsmonniken) krijgt Mejaï te pakken, en het lijkt erop dat zij een voorgeschiedenis hebben. Rochnan stelt dat zij te veel van hem weet, en dat hij haar daardoor eigenlijk niet mag laten leven. Mejaï reageert door te stellen dat zij zijn gezicht nimmer heeft gezien, waarop Rochnan stelt dat zij wél weet waarom hij het moet verbergen.
Het kruis van Petrus onthult de identiteit van de onbekende die in het tweede deel (Het Geheim van de Paus) Armando als baby van de verdrinkingsdood heeft gered. Deze onbekende blijkt de vader te zijn van Magdalena Catalan, Armando's moeder. Armando is door zijn grootvader, op diens kasteel in midden-Frankrijk, opgevoed. Van hem heeft Armando zijn liefde voor geschiedenis.
Tijdens de begrafenis van de paus onthult de Schorpioen aan de massa wie er achter diens dood zit, te weten Trebaldi en diens krijgsmonniken. Zijn optreden intrigeert Ansea Latal.
In weerwil van het feit dat Armando haar heeft gered, leidt Mejaï kapitein Rochnan naar de verblijfplaats van de Schorpioen, welke gevangen wordt genomen. Tijdens een daaropvolgende confrontatie met Rochnan en Mejaï, pakt de Schorpioen een van Mejaï's flesjes gif, zonder dat de krijgsmonniken dat merken. Dat gif stelt Armando in staat zich uit zijn boeien te bevrijden en te vluchten.
Onderwijl vindt de verkiezing van de nieuwe paus plaats. Trebaldi slaagt niet in het verkrijgen van de noodzakelijke tweederdemeerderheid. Hij heeft echter een troef achter de hand: het kruis waaraan Petrus, de eerste paus, is gestorven. Trebaldi leidt de overige kardinalen naar dit kruis, ergens in de catacomben van het Vaticaan. Trebaldi claimt dat hij het kruis heeft gevonden, of liever: andersom, en dat hij als het ware door het kruis als paus en opvolger van Petrus is aangewezen.
Intussen helpt Mejaï de Schorpioen samen te ontsnappen. Dit doet zij uit eigenbelang, omdat zowel Trebaldi als Rochnan haar dood wensen. Tijdens de ontsnapping raakt Rochnan Mejaï met een pijl van een kruisboog. De Schorpioen weet met haar lichaam te ontkomen.
De kardinalen die tegen Trebaldi zijn, weten dat zij de valsheid van het kruis zullen moeten aantonen. Zij weten dat slechts een man hen daarbij kan helpen: de Schorpioen.